# 豐川鐵道
丰川铁道株式会社（日语：／／ Toyokawa tetsudō）是日本一家曾运营现在东海旅客铁道（JR东海）飯田線前身线路 (部分路段)的铁路公司，公司成立于1896年（明治29年），总部设在爱知县丰桥市，後期为名古屋鐵道（名铁）的子公司。
丰川铁道运营的线路包括吉田站（现丰桥站）至长篠站（现大海站）的主线区间，及丰川站至西豐川站的支线。另外，吉田站至平井信号所的区间与爱知电气铁道（后来的名铁）共用轨道。由于爱知电气铁道的列车直通運行至丰川站（通过小坂井支線联络），丰川铁道在小坂井站至丰川站进行复线化，并对丰川站进行了改建，在站房的楼上设有商店和电影院。此外，为吸引更多乘客，丰川铁道还在长山站前建设了长山游乐园。这些努力使得丰川铁道的乘客数量在饭田线前身各公司中表现最为出色。然而，1943年，该线路因战时需要被日本国铁收购。次年，公司本身也被合并至名古屋铁道。

## 历史

### 创立
1893年（明治26年）6月5日，爱知县渥美郡丰桥町（现丰桥市）的加治千万人（丰桥银行专务）等16人（后来增至21人）发起成立丰川铁道，注册资本为5万日元。其计划修建一条全长约约6.4公里的铁路，连接寶飯郡下地町和丰川町（皆在现丰川市内），以满足前往豐川稻荷参拜乘客的交通需求。选择从下地而非官设铁道 (東海道本線)的丰桥站出发，是因为下地位于豐川的对岸，避开了在丰川上架桥的需求，从而节省建设成本。此外，铁路的轨距设定为762毫米，因为这条仅6.4公里的线路没有与官设铁道连接的计划。
然而，由于出现了竞争者御油铁道，丰川铁道被迫对最初的计划进行改动，以示对抗。丰川铁道将线路延伸至南设乐郡新城町（现新城市），并计划从丰川町铺设支线至国府町（皆在现丰川市）。丰川铁道于1893年6月30日提交了追加申请。除了上述两家公司之外，还有东参铁道也提交了建设申请，导致审查会议因此争执不下。最终，丰川铁道和御油铁道的申请均被驳回。1894年4月，东参铁道与其他势力联合并重新提出申请，计划修建一条从官设铁道丰桥站出发，至南设乐郡海老村的线路，轨距为1067毫米。由于这条线路与丰川铁道部分重叠，丰川铁道提出抗议，并以先行申请权为由不断进行陈情。在6月的会议上，丰川铁道和东参铁道的申请再次被审议，会议再度陷入争论。最终，丰川铁道的先行申请权得到了认可，条件是“将轨距改为1067毫米”并“将线路延伸至南设乐郡大海（现新城市）”。
随后，丰川铁道调整了计划，资本金增至40万日元，并于8月20日提交了修正后的申请，线路从下地町出发，经丰川、新城至大海，总长约27.4公里，轨距改为1067毫米。最终，丰川铁道于12月5日获得了临时许可，东参铁道的申请则被驳回。1896年1月24日，正式建设许可下发，丰川铁道公司于2月1日成立，资本金为40万日元。公司总部设于丰桥町。此外，为了将线路起点连接至丰桥站，公司将起点改为渥美郡花田村（现丰桥市），并于5月获批。但由于丰川的桥梁建设费用高达10万日元，最终公司资本金增至50万日元。线路工程于1896年12月正式开工，由于线路几乎没有坡度，且无需隧道，建设相对顺利，并线路分段开通：1897年7月15日，丰桥至丰川段开通；7月22日，延伸至一宫；1898年，延伸至新城；1900年9月23日，线路最终延伸至长篠，实现全线通车。

### 动荡与振兴
虽然丰川铁道正式开业，但经营状况非常不稳定，主要原因是由于建设成本的增加，背负了巨额债务。公司成立之初的资本金是50万日元，但在全线通车时，建设成本已高达103万日元，不足部分只能通过贷款解决，总借款额达到49.9万日元。1901年4月，由于公司无法偿还3万日元的票据，被银行查封了运输收入；当时丰川铁道的总借款额已累计达到100万日元，此后，多家银行相继对丰川铁道申请查封，丰川铁道的财务状况愈发窘迫。
丰川铁道在1910年上半年的决算中发现了不当行为。当时的会计部长因参与投机而挪用了32,000日元，事发后他的亲戚、公司总经理西川由次坦白，随后在丰川投河自尽。西川为此卖掉了自己的私人财产以弥补公司损失，并辞去了总经理一职。此后，公司任命仓田藤四郎为新任总经理，仓田在1911年与1913年（大正2年），果断实施了两次各20万日元的减资，开始清理不良债务。此外，他推行严格的节约政策，为节省开支，他还压缩员工工资，导致1919年发生了一次罢工事件。为平息罢工，仓田按员工的年资分配股票，成功化解了危机。通过这些改革措施，丰川铁道的经营逐渐好转，在1919年下半年，甚至实现了24%的高额分红。

### 业务扩展
1920年5月，公司增资120万日元，资本总额达到230万日元，这项增资主要是为应对长篠至三河川合区间的铁路建设计划。1921年9月1日丰川铁道设立子公司凤来寺铁道，1923年2月，鳳来寺铁路正式开通，开始与丰川铁道，從吉田站至三河川合站的直通运营。丰川铁道以鳳來寺山与鳳來峡等景点为吸引力，积极开发旅游资源，并在湯谷站兴建了一座配备温泉设施的酒店，这些策略大获成功，丰川铁道的客运量大幅增加。由于旅客数量随之大幅增长，1925年7月丰川铁道与鳳来寺铁道全线电气化，极大地提高了运输效率。
1927年（昭和2年）6月1日，爱知电气铁道开通了伊奈至吉田区间，实现了驶入丰桥的目标。然而这条路线建设时，爱知电气铁道曾面临诸多困难。若要自行铺设线路，必须在丰川河上架桥，这将需要巨额的建设成本和漫长的工期。因此，爱知电气铁道倾向于与丰川铁道进行合作。然而，对于丰川铁道来说，爱知电气铁道的丰桥线路开通可能与其业务竞争，因此起初并不愿意接受合作提议。于是爱知电气铁道提出了一条从御油直通丰川的替代路线。这一提议实际上是声东击西的策略，丰川铁道对此心知肚明。然而，丰桥市政府和当地经济界对这条绕开丰桥的方案感到震惊，在丰桥各方压力之下，丰川铁道最终做出了妥协，同意爱知电气铁道在伊奈 - 吉田区间增设线路，并与丰川铁道共线。
随后，丰川铁道又于1927年11月成立田口铁道，并于1928年12月成立三信铁道 (建设运营今飯田線三河川合 - 天龍峽区间)。三信铁道由于线路较长且地形复杂，需要巨额的建设资金，其资本金高达1000万日元。出资者包括丰川铁道、凤来寺铁道，以及长野县的铁路公司伊那电气铁道和电力公司天龙川电力、东邦电力等。其中，丰川铁道出资150万日元，凤来寺铁道出资50万日元。

### 并入名铁集团
然而，丰川铁道在持续扩张的过程中，却于1930年下半年经历了大幅的收入下降。当时蚕丝和木材价格暴跌，同时受大萧条影响，旅客数量也大幅减少。为应对客流下降，丰川铁道于1931年7月在长山站前开设了长山游乐园。此外，还运营了各种临时列车，并发售往返优惠车票以吸引旅客。尽管这些措施部分缓解了旅客数量的下降，但收入始终未能恢复。1934年4月，围绕为支付三信铁道股份缴款而发行的120万日元公司债一事，仓田藤四郎因被指控独断专行而受到大股东的质疑。由于此前支持他的会长末延道成去世，仓田失去了重要的靠山，最终不得不承担责任并辞职。
仓田辞职后，丰川铁道内部持续动荡。原本支持仓田的派系被彻底清除，公司业务由出身铁道省官僚体系的奈良原吉之助负责。1935年8月，奈良原大幅提高董事会成员的报酬，激起员工的不满，员工们开始要求改善待遇，甚至发起了怠工行动。谈判陷入僵局，局势一度接近罢工。9月劳资谈判达成提升员工待遇的协议，但公司后续又多次爆发劳资纠纷。1938年4月公司大股东東京海上保险决定退出经营，并将持有股份转让给名古屋铁道。同年12月5日，丰川铁道连同鳳来寺铁道和田口铁道一同并入名铁集团。

### 路线国有化
1937年8月，随着三信铁道全线开通，铁道省东海道本线丰桥站与中央本線辰野站通过丰川铁道、鳳来寺铁道、三信铁道以及伊那电气铁道这四条铁道实现了连接。然而，多家运营商导致高昂的运费成为严重问题。不久，当地开始推动将这四条铁道国有化的运动，最终促使帝国议会通过了收购这四条铁路的建议案。然而，由于此举需要发行大额公债，铁道省决定推迟，直到1942年12月，才批准了收购方案。
1943年8月1日，丰川铁道、鳳来寺铁道、三信铁道及伊那电气铁道的线路作为饭田线转移交铁道省管理。随后，这些铁路公司附属的巴士业务也转交给丰桥乘合汽车运营。至此，丰川铁道事实上结束了其交通事业的运营，并于1944年3月1日并入名古屋铁道，法人人格随之消失。

## 车辆
豐川鐵道使用车辆包括蒸汽机车、电力机车、电力动车组。

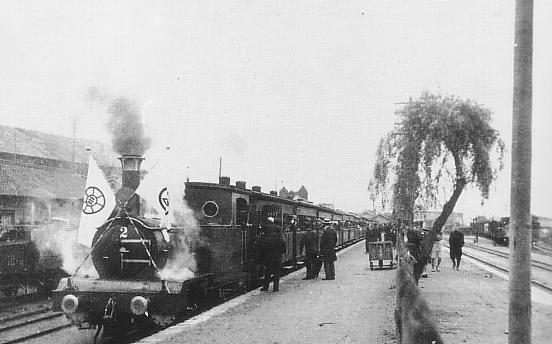
豐川鐵道开业时使用的蒸汽机车
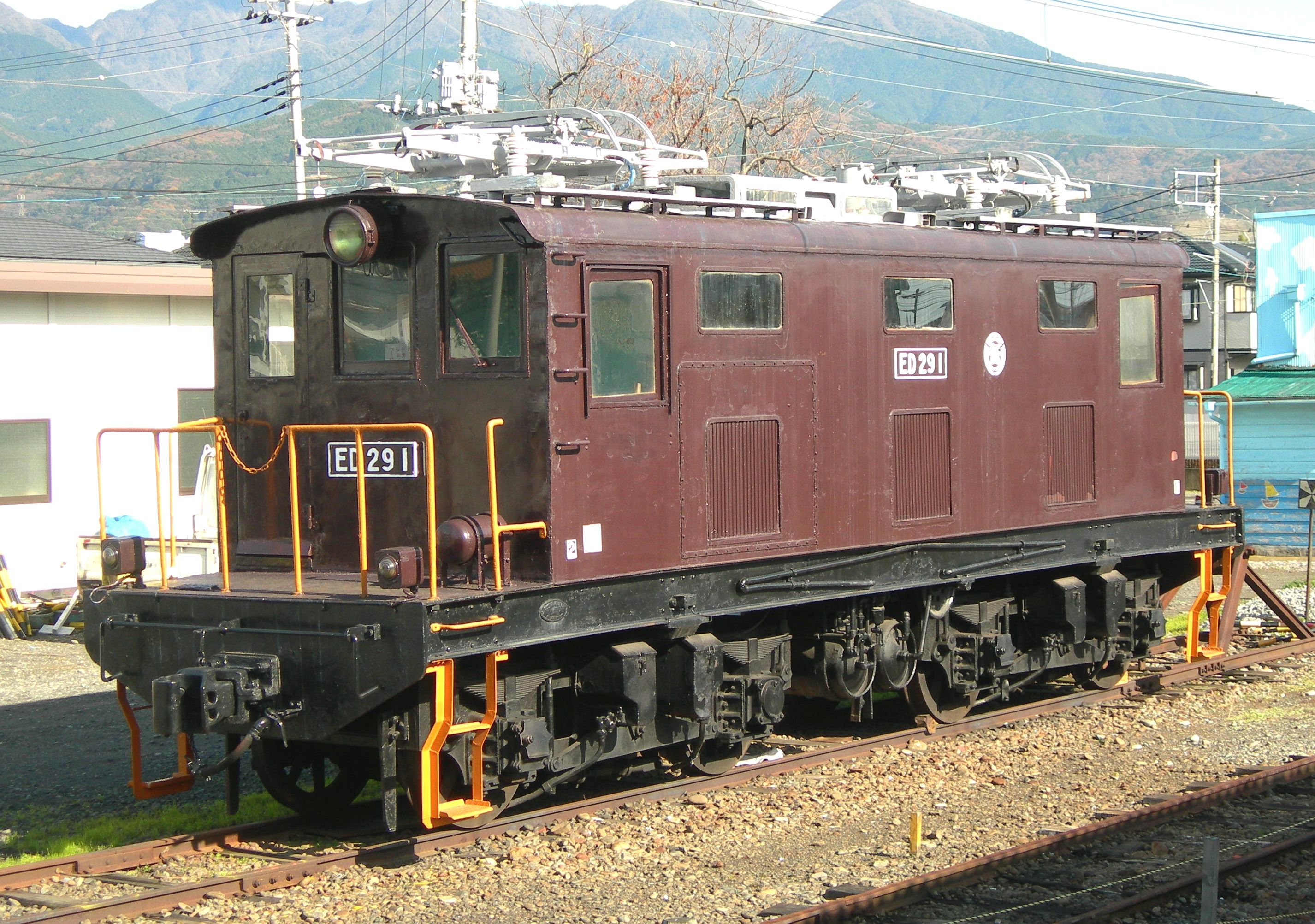
原豐川鐵道Deki 52型电力机车，1959年由日本国铁让渡给岳南铁道。
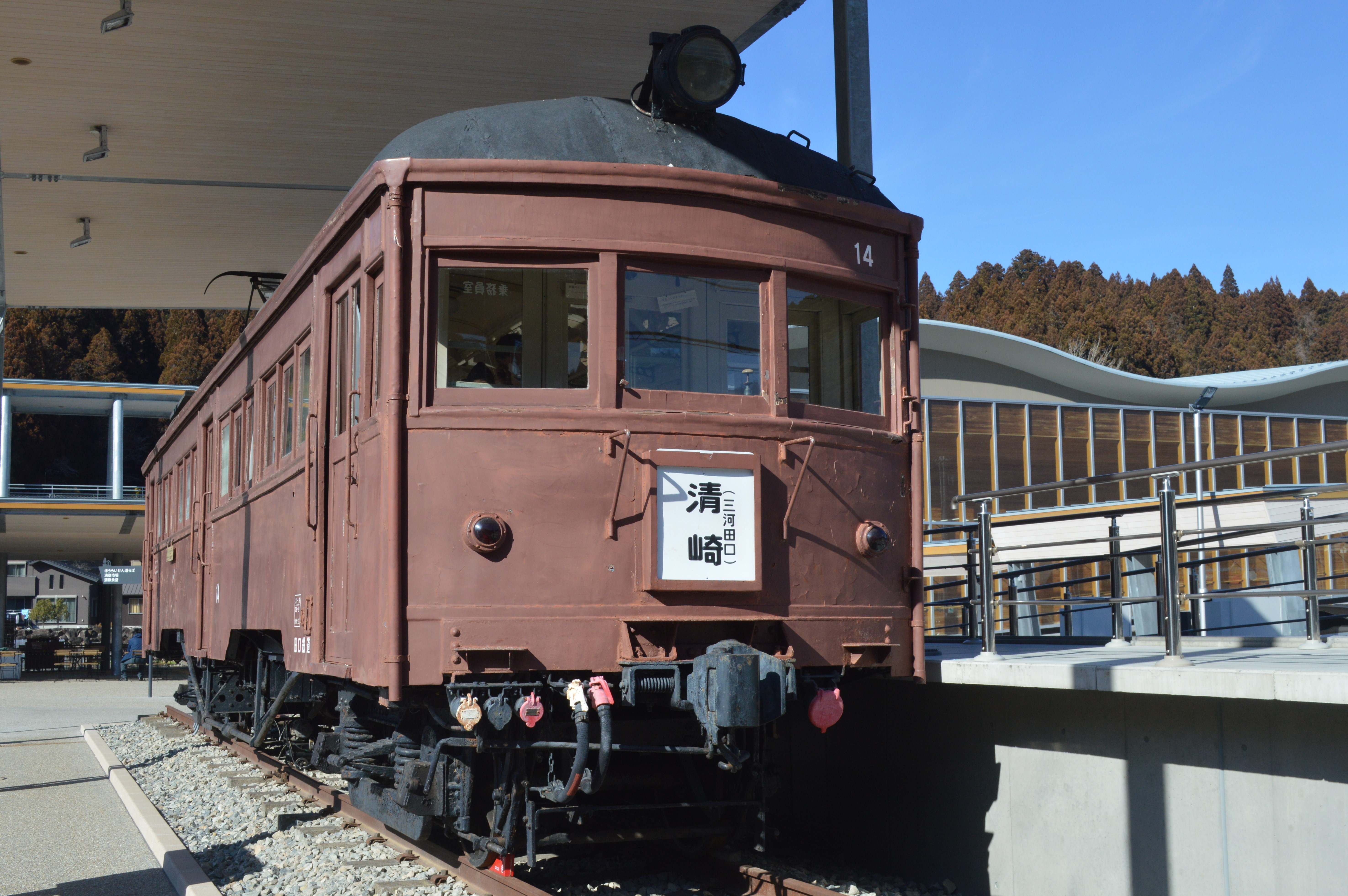
原豐川鐵道Moha 10型电力动车组（日语：豊川鉄道・鳳来寺鉄道・田口鉄道の電車），1951年由国铁让渡给田口铁道。
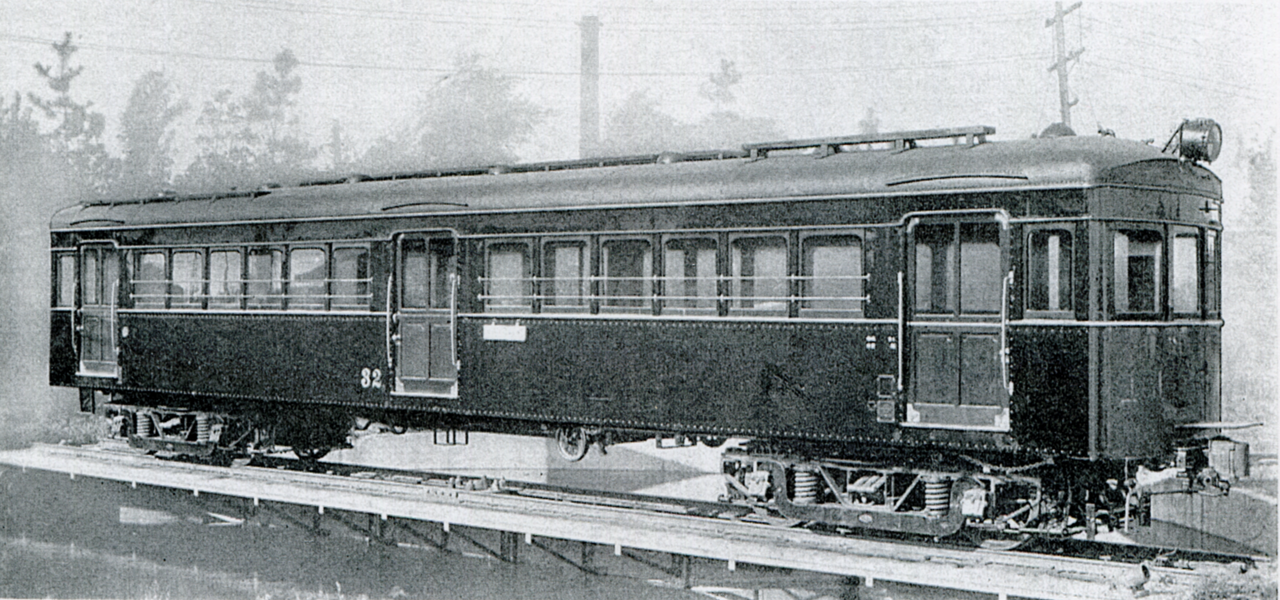
豐川鐵道Moha 30型电力动车组

## 车站列表
所有车站皆在爱知县。

### 本線
| 站名       | 站間距 | 营业里程 | 接続路線                                                                                                | 所在地   | 所在地   |
| ---------- | ------ | -------- | --- | -------- | -------- |
| 吉田站     | -      | 0.0      | 名古屋鐵道：豐橋線 鐵道省：東海道本線（豐橋站） 渥美電鐵（新豐橋站） 豐橋電气軌道：市内線（站前停留場） | 豐橋市   | 豐橋市   |
| 船町分岐点 | -      | 1.1      | 貨物支線                                                                                                | 豐橋市   | 豐橋市   |
| 新船町站   | 1.4    | 1.4      | | 豐橋市   | 豐橋市   |
| 下地站     | 0.7    | 2.1      | | 豐橋市   | 豐橋市   |
| 平井信号所 | -      | 3.8      | 名古屋铁道：豐橋線                                                                                      | 寶飯郡   | 小坂井町 |
| 小坂井站   | 2.3    | 4.4      | 名古屋铁道：小坂井線                                                                                    | 寶飯郡   | 小坂井町 |
| 牛久保站   | 2.2    | 6.6      | | 寶飯郡   | 牛久保町 |
| 豐川站     | 2.1    | 8.7      | 西豐川支線                                                                                              | 寶飯郡   | 豐川町   |
| 三河一宮站 | 3.2    | 11.9     | | 寶飯郡   | 一宮村   |
| 長山站     | 2.4    | 14.3     | | 寶飯郡   | 一宮村   |
| 江島渡站   | 1.1    | 15.4     | | 寶飯郡   | 一宮村   |
| 東上站     | 1.6    | 17.0     | | 寶飯郡   | 一宮村   |
| 野田城站   | 2.7    | 19.7     | | 南设乐郡 | 千鄉村   |
| 新城站     | 1.9    | 21.6     | | 南设乐郡 | 新城町   |
| 東新町站   | 1.1    | 22.7     | | 南设乐郡 | 東鄉村   |
| 茶臼山站   | 1.1    | 23.8     | | 南设乐郡 | 東鄉村   |
| 川路站     | 1.2    | 25.0     | | 南设乐郡 | 東鄉村   |
| 長篠站     | 3.0    | 28.0     | 凤来寺铁道                                                                                              | 南设乐郡 | 東鄉村   |

### 貨物支線
现今的船町站前曾设有一条货物支线。在国有化后，该货物线路被并入了丰桥站的站场，即现在的豐橋線外貨運站。
| 站名         | 营业里程 | 接続路線 | 所在地 |
| ------------ | -------- | -------- | ------ |
| 船町分岐点   | 0.0      | 本線     | 豐橋市 |
| 船町站（貨） | 0.6      |          | 豐橋市 |

### 西豐川支線
1942年开通，用于豐川海軍工廠的通勤和货运，现在作为日本車輛的专用线使用。
| 站名         | 营业里程 | 接続路線 | 所在地        |
| ------------ | -------- | -------- | ------------- |
| 豐川站       | 0.0      | 本線     | 宝飯郡 豐川町 |
| 西豐川站     | 2.4      |          | 宝飯郡 豐川町 |
| 北東門乘降場 | 3.4      |          | 宝飯郡 豐川町 |